# Sebastian von Arlow
Sebastian Ritter von Arlow, avstrijski general, * 26. oktober 1827, † 30. maj 1903.

## Življenjepis
Leta 1879 je bil zabeležen kot poveljnik 51. pehotnega polka.
Upokojen je bil 1. avgusta 1893.

## Pregled vojaške kariere
Napredovanja
- generalmajor: 1. januar 1883 (retroaktivno z dnem 29. decembrom 1882)
- podmaršal: 1. november 1887 (z dnem 6. novembrom 1887)